# Maratona di Parigi
La maratona di Parigi (in francese Marathon de Paris) è una maratona che viene disputata con cadenza annuale, dal 1976, per le strade di Parigi, Francia, usualmente in aprile.

## Albo d'oro

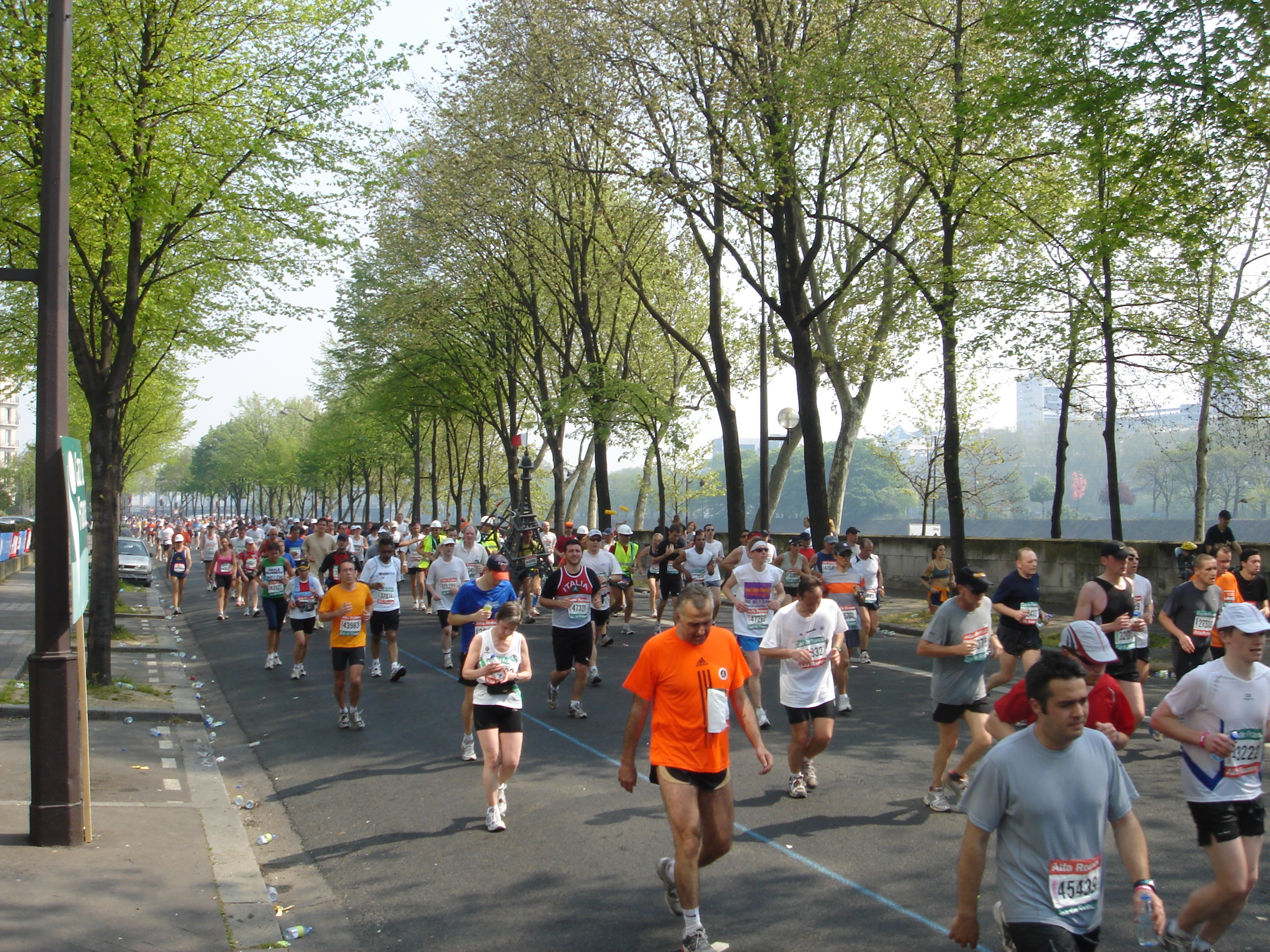
Gli atleti non agonisti, durante la maratona del 2007.